# Plaintel
Plaintel (tiếng Breton: Pleneventer, Gallo: Plentèr) là một xã của tỉnh Côtes-d’Armor, thuộc vùng Bretagne, tây bắc Pháp.

## Dân số
Người dân ở Plaintel được gọi là Plaintelois hoặc Plaintelais.